# سنت‌ایشتوان
سنت‌ایشتوان (به مجاری:  Szentistván) یک منطقهٔ مسکونی در مجارستان است که در بورشود-آبااوی-زمپلن واقع شده‌است. سنت‌ایشتوان ۵۱٫۱۲ کیلومتر مربع مساحت و ۲٬۶۱۷ نفر جمعیت دارد.